# Noah Ek
Noah August Ek, född 21 mars 2006 är en svensk fotbollsspelare (försvarare) som spelar för BK Häcken i Allsvenskan.

## Klubblagskarriär
Noah Eks moderklubb är Bollstanäs SK. Som 15-åring gjorde han flytten till AIK för att ett år senare gå vidare till Sollentuna FK. Kort före sin 18-årsdag flyttade Ek inför säsongen 2024 till BK Häcken, där han initialt kom att tillhöra klubbens P19-lag.
Efter att ha imponerat under sin första vår i BK Häcken fick Ek A-lagsdebutera i en träningsmatch mot Kalmar FF den 28 juni 2024. Debuten följdes några månader senare upp av tävlingsdebuten, då Ek fick chansen i 2-1-segern i Svenska Cupen mot IK Tord den 2 oktober 2024. En månad senare fick Ek även debutera i Allsvenskan, då han stod för ett inhopp i säsongens sista omgång när BK Häcken förlorade med 0-1 mot Kalmar FF den 10 november 2024. Några veckor därefter fick han ta emot priset som Årets Unicoach-back, utmärkelsen som går till säsongens bästa försvarare i P19-Allsvenskan.

## Landslagskarriär
Noah Ek har representerat Sveriges U19-landslag.
Landslagsdebuten kom den 5 september 2024 då P18-landslaget förlorade med 0-4 mot Danmark.

## Statistik
| Klubb              | Säsong             | Liga               | Liga    | Liga | Nationell cup | Nationell cup | Internationell cup | Internationell cup | Övrigt  | Övrigt | Totalt  | Totalt |
| Klubb              | Säsong             | Division           | Matcher | Mål  | Matcher       | Mål           | Matcher            | Mål                | Matcher | Mål    | Matcher | Mål    |
| ------------------ | ------------------ | ------------------ | ------- | ---- | ------------- | ------------- | ------------------ | ------------------ | ------- | ------ | ------- | ------ |
| BK Häcken          | 2024               | Allsvenskan        | 1       | 0    | 1             | 0             | 0                  | 0                  | -       | -      | 2       | 0      |
| Totalt i karriären | Totalt i karriären | Totalt i karriären | 1       | 0    | 1             | 0             | 0                  | 0                  | 0       | 0      | 2       | 0      |

## Personligt
Noahs farfar Per-Olof Ek var också en allsvensk fotbollsspelare. Han gjorde 214 allsvenska matcher för IFK Norrköping under åren 1970–1978.